# Sołtysy (Kosyń)
Sołtysy – część wsi Kosyń w Polsce, położona w województwie lubelskim, w powiecie włodawskim, w gminie Wola Uhruska.
W latach 1975–1998 Sołtysy administracyjnie należały do województwa chełmskiego.
Sołtysy należą do parafii rzymskokatolickiej  pw św. Stanisława Kostki.
Urodził się tu Eugeniusz Tor – polski inżynier i działacz społeczny, wiceprezydent Krakowa (1945–1947).